# USS Witek (DD-848)
USS Witek (DD-848/EDD-848) là một tàu khu trục lớp Gearing được Hải quân Hoa Kỳ chế tạo vào giai đoạn cuối Chiến tranh Thế giới thứ hai. Nó là chiếc tàu chiến duy nhất của Hải quân Mỹ được đặt theo tên Binh nhất Thủy quân Lục chiến Frank P. Witek (1921–1944), người đã tử trận trong Trận Guam và được truy tặng Huân chương Danh dự. Hoàn tất khi chiến tranh đã kết thúc, con tàu tiếp tục phục vụ trong giai đoạn Chiến tranh Lạnh, được xếp lại lớp như một tàu khu trục thử nghiệm EDD-848 và hoạt động chủ yếu trong vai trò thử nghiệm thiết bị và chiến thuật mới. Nó xuất biên chế năm 1968 rồi bị đánh chìm như một mục tiêu một năm sau đó.

## Thiết kế và chế tạo
Witek được đặt lườn tại xưởng tàu của hãng Bath Iron Works Corp. ở Bath, Maine vào ngày 16 tháng 7 năm 1945. Nó được hạ thủy vào ngày 2 tháng 2 năm 1946; được đỡ đầu bởi bà Nora Witek, mẹ Binh nhất Witek, và nhập biên chế tại Xưởng hải quân Boston vào ngày 23 tháng 4 năm 1946 dưới quyền chỉ huy của Hạm trưởng, Trung tá Hải quân Nels C. Johnson.

## Lịch sử hoạt động

### 1946 - 1957
Witek khởi hành từ Boston vào ngày 27 tháng 5 năm 1946 để đi sang vùng biển Cuba, đi đến vịnh Guantánamo vào ngày 1 tháng 6, nơi nó tiến hành chạy thử máy huấn luyện cho đến ngày 2 tháng 7. Nó đi lên phía Bắc, về đến Boston vào ngày 6 tháng 7, và được đại tu sau thử máy. Được bổ sung những thiết bị thử nghiệm dùng trong chiến tranh chống tàu ngầm, con tàu được xếp lại lớp như một tàu khu trục thử nghiệm với ký hiệu lườn mới EDD-848, và đi đến cảng nhà mới New London, Connecticut vào ngày 7 tháng 12.
Trong hơn 20 năm tiếp theo, Witek hoạt động chủ yếu dọc theo bờ biển phía Đông Hoa Kỳ, trải dài từ khu vực vịnh Narragansett cho đến Virginia Capes và đến Key West, Florida, đôi khi đi sang vùng biển Caribe và ghé đến Nassau, Bahamas; vịnh Guantánamo và Havana, Cuba; vùng kênh đào Panama; Saint Croix, quần đảo Virgin; Bridgetown, Barbados và San Juan, Puerto Rico. Trong một dịp, con tàu đã được cử sang vùng bờ Tây, hoạt động trong sáu tháng tại San Diego, California để thử nghiệm những thiết bị thủy âm nguyên đã lắp đặt trên tàu tuần dương hạng nặng Prinz Eugen của Hải quân Đức Quốc xã vào giữa năm 1948.
Khi tiến hành những thử nghiệm dưới sự giám sát của Phòng thí nghiệm Điện tử Hải quân, Witekcó dáng vẻ bên ngoài khác biệt so với những chiếc Gearing cùng lớp. Tháp pháo 5-inch thứ hai đã được tháo dỡ tại Xưởng hải quân Boston, lấy chỗ cho việc lắp đặt một rơ-móc di động chứa những thiết bị điện tử nguyên của Đức. Thử nghiệm được tiến hành với thiết bị dò âm thanh GHG, được những tàu ngầm Đức sử dụng rộng rãi trong chiến tranh. Rơ-móc này sau đó được tháo dỡ tại Xưởng hải quân Norfolk vào mùa Thu năm 1950; thay vào đó con tàu được trang bị một bệ súng cối chống tàu ngầm Hedgehog Mk. 15 xoay được.
Đang khi ở lại Nassau, Bahamas vào ngày 24 tháng 10 năm 1954, Witek đã trợ giúp cho sở cứu hỏa của lãnh thổ thuộc địa Anh này khi một vụ hỏa hoạn lớn từ một nhà kho đe dọa lan rộng ra cả thành phố. 140 thành viên thủy thủ đoàn đã cùng với 3.000 ft ống dẫn nước, các bộ bộ đàm vô tuyến, mặt nạ phòng khói độc, bốn máy tạo sương mù và hai bơm nước di động đã được con tàu đưa ra trợ giúp, và trong hai giờ đã hợp sức cùng nhân viên cứu hỏa, cảnh sát và những người tình nguyện của Nassau để dập tắt được vụ hỏa hoạn.
Do bản chất công việc thử nghiệm của mình, những hoạt động của Witek hiếm khi được công bố rộng rãi, và nó không bao giờ được phái đi hoạt động ở nước ngoài. Con tàu chưa bao giờ được cử sang hoạt động tại Địa Trung Hải hay khu vực Tây Thái Bình Dương và chưa từng viếng thăm vùng biển Châu Âu. Ngoại trừ chuyến viếng thăm La Guaira, Venezuela, cảng biển của Caracas, vào tháng 1 năm 1948, nó trải qua phần lớn thời gian hoạt động ngoài khơi vùng bờ Đông và khu vực Tây Đại Tây Dương, đôi khi tại vùng biển Caribe, thực hành thử nghiệm cùng những đơn vị khác thuộc Lực lượng Thử nghiệm và Đánh giá Tác chiến đặt căn cứ tại New London. Nó hoạt động chủ yếu cùng các tàu thử nghiệm khác, đặc biệt là tàu khu trục hộ tống Maloy (DE-791) và các tàu ngầm, để thử nghiệm những thiết bị điện tử chống ngầm. Đôi khi nó tiến hành hoạt động ngoài khơi New London, di chuyển dọc bờ biển Rockland, Maine hoặc Portsmouth, New Hampshire; những hoạt động tại chỗ tại vùng eo biển Long Island khiến cho nó được mang tên lóng "The Galloping Ghost of the Long Island Coast".
Trong nhiều dịp Witek đã từng tập trận phối hợp chống tàu ngầm cùng các đội đặc nhiệm. Trong năm 1955, nó hoạt động cùng tàu sân bay Leyte (CV-32) và tàu ngầm nguyên tử Nautilus (SSN-571); và trong các dịp khác nó từng hoạt động phối hợp cùng các tàu sân bay Antietam (CVS-36) và Randolph (CVA-15).

### 1958 - 1968
Ngoài các hoạt động thử nghiệm thiết bị điện tử chống tàu ngầm, Witek còn phục vụ như nền tảng thử nghiệm cho hệ thống động lực bơm phản lực. Vào ngày 2 tháng 7, 1958, nó đi vào ụ tàu của Xưởng hải quân Boston cho một đợt đại tu kéo dài đồng thời trang bị hệ thống động cơ bơm phản lực; công việc hoàn tất vào tháng 12. Trong những năm tiếp theo, nó thử nghiệm hệ thống này trong điều kiện vận hành thực tế. Trong năm 1960, chiếc tàu khu trục hoạt động một thời gian cùng Đội đặc nhiệm Alpha, đơn vị thử nghiệm những thiết bị và chiến thuật mới.
Do sự kiện tàu khu trục Bache (DD-470) bị hư hại nặng do mắc cạn tại Châu Âu vào đầu năm 1968, Witek tiếp tục được giữ lại hoạt động cùng hạm đội. Con tàu cuối cùng được cho xuất biên chế tại Norfolk, Virginia vào ngày 19 tháng 8, 1968. Tên nó được cho rút khỏi danh sách Đăng bạ Hải quân vào ngày 17 tháng 9, 1968; và con tàu bị bỏ không tại Norfolk cho đến khi bị đánh chìm như một mục tiêu ngoài khơi Virginia vào ngày 4 tháng 7, 1969.